# Narguilé
Pour les articles homonymes, voir Narguilé (plongée) pour le tuyau de plongée, ou Chicha.

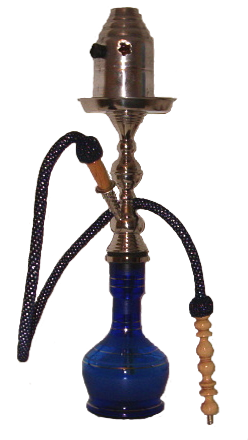
Un narguilé.

Le narguilé, ou la chicha, est une pipe à eau utilisée pour fumer du tabac. Le tabac peut être utilisé sous forme de tabamel, mélange comportant de la mélasse additionnée d'arômes, qui se consume avec du charbon de bois.
Contrairement à une idée reçue, les études montrent que la fumée inhalée est comparable à celle de la cigarette et expose potentiellement les fumeurs aux effets du tabac sur la santé, voire à des effets plus graves.
L'usage du narguilé est très répandu en Afrique du Nord , au Moyen-Orient et dans beaucoup de pays d'Afrique subsaharienne.

## Étymologie et synonymes
Le terme « narguilé » a pour origine le mot en persan نارگیل (nârgil) « noix de coco », lui-même inspiré du sanskrit. En effet, les premiers récipients utilisés pour cette variante de pipe à eau auraient été des noix de coco.
« Chicha » viendrait du mot persan شیشه (shisheh) « verre ». En Iran, cette variante de pipe à eau est appelée قلیان (ghelyân, ghalyân).
Nargil (persan : نارگیل), ghelyan, shisha, arguileh (arabe), houka (dans le monde indien, ce qui a donné hookah ou hukka en anglais), ou encore chilam sont des synonymes. Waterpipe ou hubble bubble sont aussi des expressions utilisés par les anglophones.

## Description

Schéma descriptif.

Le narguilé se compose de plusieurs parties : la cheminée, le bol supérieur, le corps (ou réservoir), la pipe immergée et le tuyau. Il peut aussi posséder un plateau situé entre la cheminée et le bol supérieur.
Le bol contient le mélange de tabac, de mélasse et/ou de glycérine végétale (pour conserver le tabac) et d'essences de fruits parfois appelé tabamel, et le charbon de bois, qui est posé par-dessus. Certains mélanges ne contiennent pas de tabac et sont uniquement composés de mélasse et de pulpe de fruits. Le bol se pose au sommet de la cheminée. Le corps du narguilé est rempli d'eau à moitié de sa hauteur, et de l'eau de rose ou d'autres additifs destinés à donner du goût peuvent être ajoutés. La pipe immergée est ensuite placée dans le réservoir, et reliée à la cheminée et au tuyau. La fumée du tabamel passe par l'eau qui refroidit la fumée mais ne la filtre pas significativement (seuls 3 % sont retenus dans l'eau, les 97 % restant demeurent donc dans la fumée et seront inhalés). La fumée atteint ensuite la bouche du fumeur, qui l'aspire dans le tuyau prévu à cet effet. L'eau est changée régulièrement pour rester froide et propre.
Le « tabamel » utilisé dans les narguilés est spécialement conçu à cet effet : il a l'apparence d'une pâte humide, composé d'environ 30 % de tabac, qui est fermenté avec environ 70 % de mélasse, de miel et la pulpe de différents fruits destinés à ajouter une saveur et un arôme fruité à la fumée (pomme, cerise, multifruits…) d'autres arômes sont par exemple la menthe, le cola, ou encore le capuccino. Le tabamel est chauffé dans le fourneau à la température d'environ 450 °C,.
Les réservoirs sont de formes diverses (en forme de noix de coco ou autres) et peuvent être ouvragés en métal, en cristal, en verre, en cuivre ou en poterie. Certains sont rehaussés de dorures ou de parties argentées. Les parties métalliques du narguilé sont le plus souvent finement ciselées. Certains tuyaux sont également décorés. Enfin, le plateau du narguilé est lui aussi richement décoré (avec des perles, comme en Syrie) et ciselé. Les formes des narguilés sont très diverses et les décorations reflètent les influences décoratives de la région où ils sont fabriqués. Le mécanisme du narguilé permet d'envisager une utilisation simultanée du même appareil par plusieurs fumeurs, comme cela se voit parfois en dehors des sociétés où son usage est traditionnel et où l'instrument peut être au cœur d'une pratique sociale ancienne.

## Histoire et usages

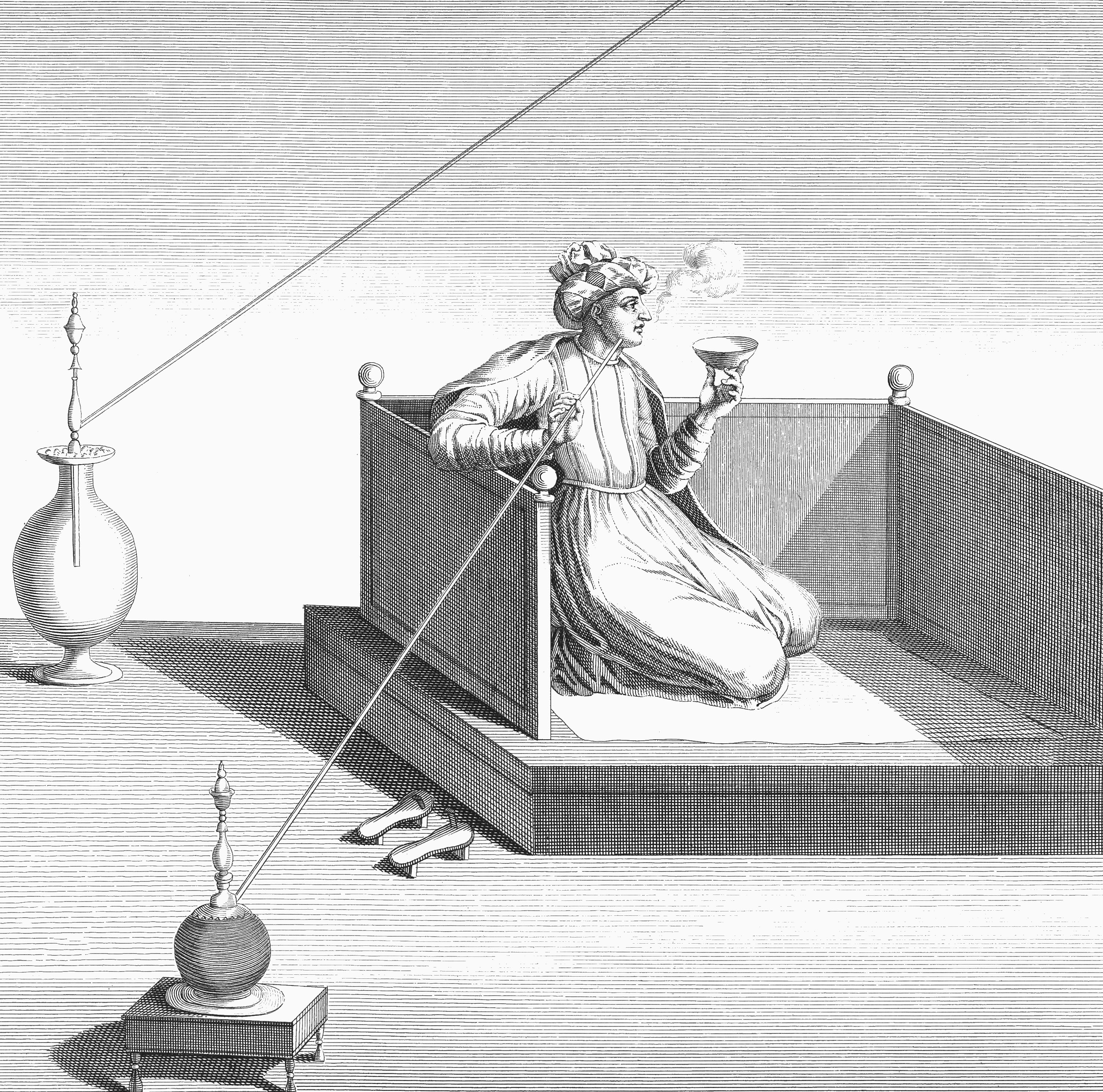
Persan fumant un Ghelyan sur une gravure du Chevalier Chardin, 1723.

### Origines
Les traces les plus anciennes de narguilé ont été trouvées en Afrique de l'Est. Des bols de narguilé ont ainsi été excavés en 1971 dans la grotte de Lalibela (Éthiopie). Leur datation semble indiquer une utilisation datant des années 1320 (avec une marge d'erreur de 80 ans). L'origine du narguilé continue toutefois à faire débat, d'autres chercheurs estimant que l'Inde pourrait être son pays de naissance.
L'émergence à plus grande échelle de l'utilisation du narguilé dans la société semble être simultanée à l'apparition des cafés publics et à l'arrivée du tabac au Moyen-Orient. Les Portugais ayant introduit le tabac en Iran au début du XVIe siècle, c'est au cours de la dynastie des Séfévides que son usage s'est fortement développé dans le pays, à tel point que la société persane tout entière l'utilisait à la fin du règne de Shah Abbas Ier.
La ghelyan est encore très populaire en Iran, et on peut la voir dans de nombreuses maisons de thé (chai khaneh), restaurants et autres espaces publics.
Les manufactures françaises comme Saint-Louis, Baccarat ou Christofle fabriquent des narguilés jusqu'en 1914. Ce produit d'apparat était alors fréquemment offert comme cadeau diplomatique.

### Usages

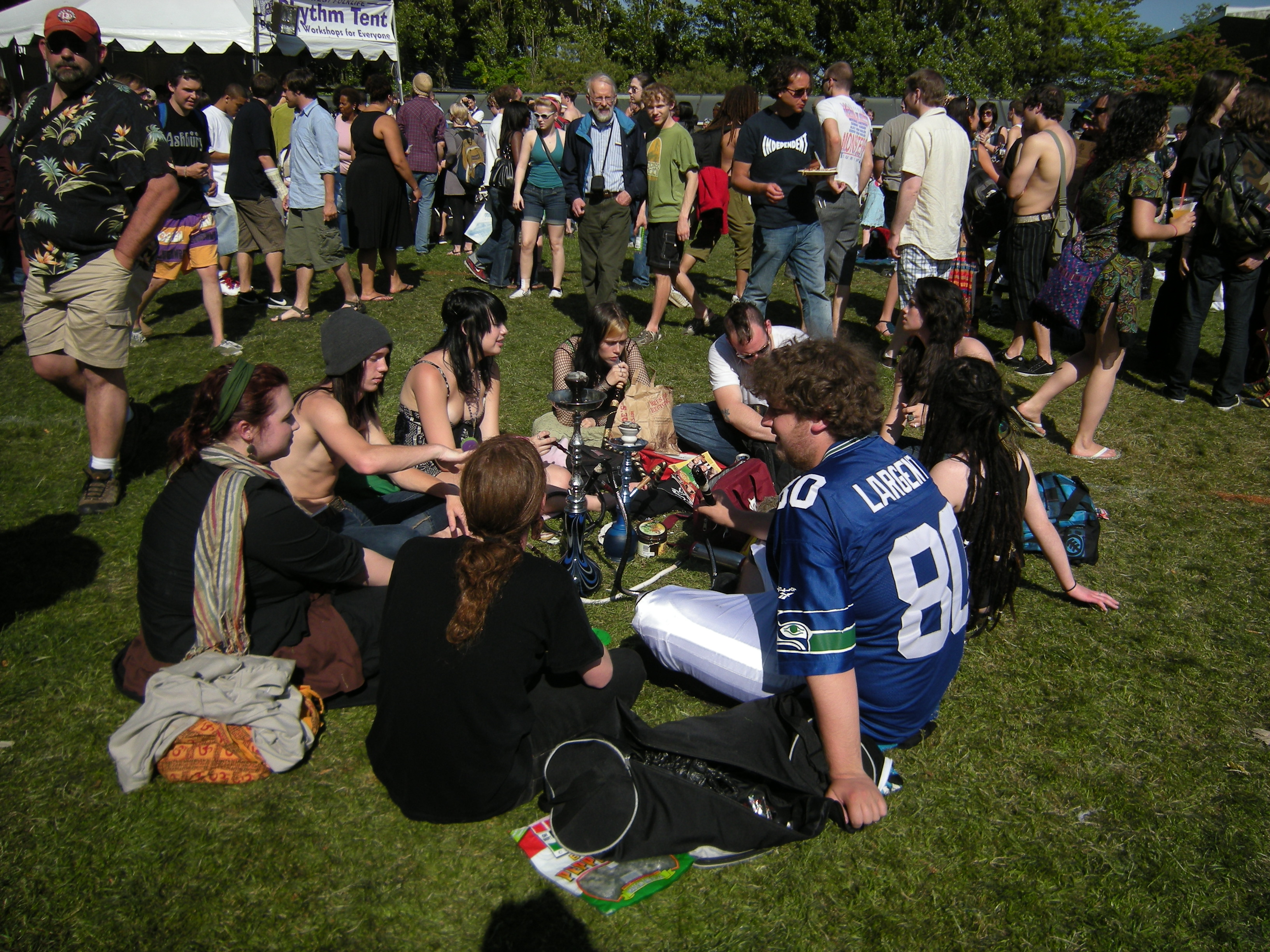
Jeunes fumeurs de narguilé, lors d'un festival en 2009 au Seattle Center (États-Unis).

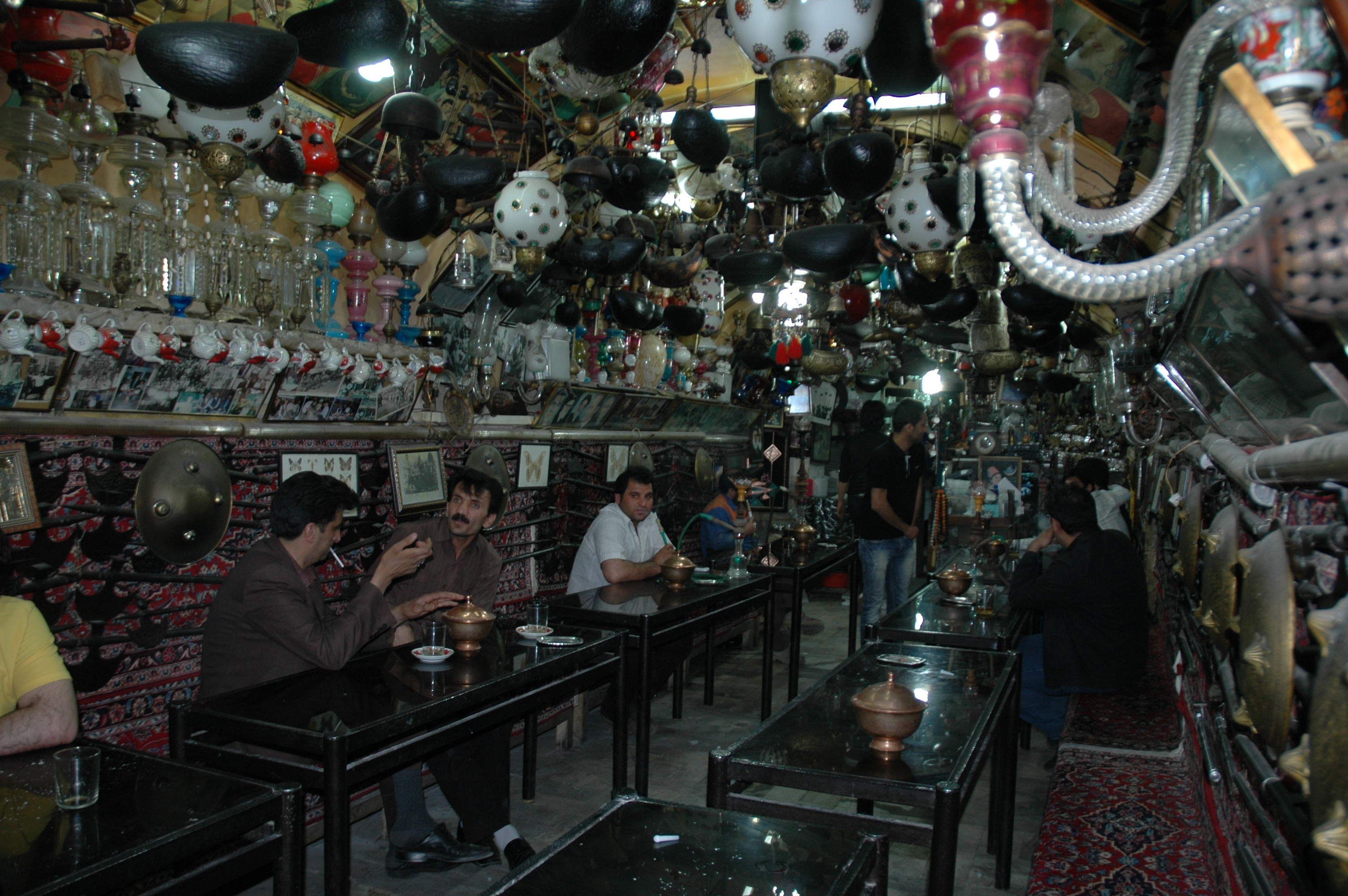
Fumeurs de narguilé à Ispahan, Iran

Le nombre de fumeurs de narguilé est estimé par l'OMS à 100 millions dans le monde, principalement en Afrique, en Asie et dans le Moyen-Orient. Le narguilé commence à être connu en Europe et aux États-Unis à partir du début des années 1980 du fait d'immigrants venus de pays où le narguilé est une pratique ancrée socialement et culturellement.
En France, son usage se répand chez les jeunes : selon plusieurs enquêtes, près de la moitié des élèves de 16 ans ont déjà fumé la chicha au moins une fois, et 20 % des lycéens de 18 ans en usent au moins une fois par mois. En 2018, chez les jeunes en apprentissage, 9,4 % déclarent fumer la chicha, 4,1 % de façon exclusive.
Les raisons de cet engouement sont multiples :
- addiction au tabac ;
- effets de la mondialisation, du tourisme et des migrations ;
- croyance que la chicha est moins addictive et moins toxique que la cigarette ;
- convivialité autour d'un bel objet d'expérience sensorielle (atmosphère sucrée et parfumée).

## Santé
Les effets de la Chicha sur la santé ont longtemps été sous-estimés, puis occultés par une attention scientifique et des lois et mesures de prévention portées vers la cigarette en occident, pendant que l'industrie du tabac ciblait les jeunes des pays en développement, où seront probablement environ 70 % des 10 millions de morts du tabagisme attendus, par an, en 20 à 30 ans. Dans ces pays et chez de nombreux jeunes occidentaux, les pipes à eau gagnent en popularité.
Récemment (depuis les années 2010), les effets de divers types de pipes à eau ont été l'objet d'étude cliniques et expérimentales qui, toutes, « indiquent que l'utilisation de la pipe à eau est aussi nocive, voire plus encore que la cigarette. Bien qu'ils diffèrent par leur préparation et leur mode de consommation, les tabacs pour pipe à eau contiennent des constituants nocifs similaires à ceux des cigarettes, et ils sont générés en plus grandes quantités. 

Ces constituants sont notamment connus pour induire un stress oxydatif et une inflammation qui ont les principaux mécanismes sous-jacents d'un large éventail de pathologies chroniques »,.

### Composition et volume de la fumée

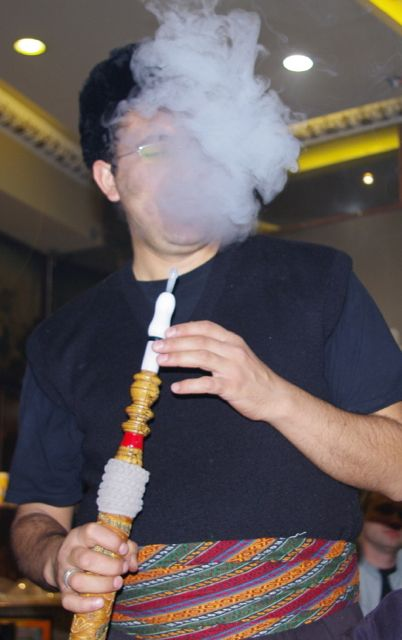
Fumée de narguilé.

La fumée de tabac en général, et celle du narguilé en particulier contient de nombreux toxiques connus pour favoriser entre autres le cancer du poumon et des maladies cardiovasculaires,. Elle contient également de la nicotine connue pour être très addictive,. Le taux de nicotine mesurée dans le sang d'un fumeur après une séance de narguilé équivaut à celui induit par 2 à 3 cigarettes fumées.
Une séance de narguilé expose le fumeur à une quantité de fumée plus grande que pour les fumeurs de cigarette : en effet, une cigarette est consommée en 5 à 7 minutes, en inhalant 0,5 à 0,6 litre de fumée ; quand une séance de narguilé dure 20 à 80 minutes avec 50 à 200 bouffées de 0,05 à 0,25 litre chacune inhalées (soit un volume de fumée correspondant à plus de 100 cigarettes par session).
Le narguilé génère une quantité importante de gaz, de métaux, métalloïdes (arsenic) et produits chimiques toxiques, cancérogènes, mutagènes (tels le monoxyde de carbone), les BTEX et de la nicotine pouvant provoquer une dépendance.
La nature du goudron diffère car il se forme à une température de combustion plus basse, mais une séance de 45 minutes délivre environ 20 fois plus de goudron, 2 fois plus de monoxyde de carbone, et 3 fois plus de nicotine qu'une cigarette. Selon une autre étude « si 30 à 50 bouffées sont prises dans la même soirée par chicha, cela signifie que le consommateur prend autant de fumée qu'avec 40 cigarettes. Des mesures montrent que l'augmentation du monoxyde de carbone expiré à la fin d'une chicha est équivalente à celle observée lors de la consommation de 30 à 40 cigarettes. »
Le tabac du narguilé et peut être son charbon de bois sont aussi une source discrète, mais chronique de métaux lourds toxiques dont en particulier de cadmium et de plomb, mais aussi de thallium,, un polluant émergeant préoccupant : le plus toxique des métaux lourds, plus dangereux que le mercure, le plomb et le cadmium. De plus en plus présent dans l'environnement à cause de retombées des industries minières et de toutes les activités brûlant du charbon, le thallium est un métal dont la solubilité et la biodisponibilité font que de nombreuses plantes, dont le tabac, peuvent le bioconcentrer. Un taux urinaire élevé chez les fumeurs est associé à un risque accru de dépression, de troubles du sommeil, de perte de mémoire et de transpiration. Dans les lieux enfumés, les fumeurs passifs sont aussi concernés (des études ont mis en évidence des taux importants de métaux lourds dans l'air intérieur des cafés fumeurs (cigarette, narguilés…), ces métaux étant par ailleurs retrouvés en quantité bien plus élevée dans l'urine des employés de cafés exposés à la fumée. En outre, « une association positive et significative a été trouvée entre les métaux urinaires et les niveaux urinaires de 8-OHdG » (un marqueur de la dégradation de l'ADN par le stress oxydatif). Les travailleurs des « Bars à chicha » ainsi que les « fumeurs passifs » professionnellement exposés à la fumée de cigarettes peuvent être classés comme des personnes à haut risque du point de vue des dommages oxydatifs à l'ADN. Ils inhalent aussi des micro- et nanoparticules, des formaldehydes et des acétaldéhydes.
Pour ces raisons, dans les pays où le narguilé s'est récemment diffusé, il est une source émergente de problèmes pour la santé qui peut être sous-estimés par les consommateurs et les soignants.
Certains fabricants proposent des mélanges végétaux sans tabac ou encore des pierres aromatisées, censés limiter les effets néfastes du narguilé sur la santé. Ces produits restent nocifs, dès lors qu'il y a combustion de charbon de bois, ne serait-ce que parce qu'il est source de monoxyde de carbone, mais aussi car il est très adsorbant, souvent contaminé par des métalloïdes, des métaux lourds ou d'autres produits, dont HAP.

### Déchets
Selon une étude universitaire de 2022, les déchets du narguilé posent aussi des risques potentiels graves en matière de santé environnementale. À Ahvaz, en Iran, où le narguilé est très utilisé, l'analyse de ces déchets (eau, tabac et charbon de bois) y a mis en évidence des métaux et des HAP toxiques, venant du tabac aromatique disponible sur le marché, contaminé par des métaux lourds. Les auteurs de l'étude recommandent que des mesures d'éducation et de prévention soient prises à ce propos. Le thallium contenu dans le tabac est très soluble dans l'eau qui en capte une partie. Il n'est pas dégradable.

### Effets
D'après plusieurs études, une partie des fumeurs de narguilé présentent des signes de dépendance, qui seraient cependant moindres qu'avec la cigarette.
D'après des études cliniques de type cas-témoins, l'utilisation de narguilé exposerait à un risque de cancer du poumon, de stérilité, de maladie coronarienne, de complications après extraction dentaire. D'après des études rétrospectives, il pourrait exister un risque de cancer de l'estomac et de gastrite.
La consommation de narguilé pendant la grossesse conduit par ailleurs à des bébés présentant un poids plus petit à la naissance.
Au niveau respiratoire, les fumeurs de narguilé peuvent présenter des symptômes relevant de la gêne respiratoire et de la bronchite chronique.
Le passage du tuyau d'une bouche à l'autre peut également favoriser la transmission de maladies contagieuses, comme l'herpès, la tuberculose, l'hépatite ou encore la COVID-19. L'usage d'un embout individuel jetable permet de réduire ces risques sans toutefois les éliminer.
En atmosphère confinée (bar à chicha), il existe un risque environnemental lié à des taux élevés de monoxyde de carbone de 25 à 75 ppm. Des cas d'intoxication chez le personnel de ces bars ont été rapportés. En France, depuis le 1er janvier 2007, l'interdiction de fumer dans des lieux fermés accueillant du public s'applique à la chicha.
L'usage de la chicha serait une porte d'entrée vers le tabagisme. Une méta-analyse Cochrane conclut à l'utilité d'une prise en charge comportementale associée aux mêmes traitements que le sevrage tabagique. Les fumeurs de chicha peuvent bénéficier de services d'aide ou de consultations de tabacologie.

## Dans l'art et la culture
Dans sa chanson Le plus rapide des oiseaux parue en 1994 sur son album Quatre, le chanteur français Gabriel Yacoub célèbre le Liban natal de son père en évoquant avec nostalgie « la douceur du narguilé ».